# Principi del Reiki
I principi del Reiki secondo Mikao Usui.

## Proprio per oggi
Esprime l'importanza di impegnarsi nelle cose giorno per giorno,
senza ansia o fretta, concentrandosi sulla realtà del momento e
vivendola intensamente. Qui e ora sono le coordinate del presente,
ciò che è passato non esiste più e rallenta il nostro cammino, ciò
che deve ancora venire in realtà non esiste e ci distrae dal portare
tutta la nostra energia in quello che stiamo facendo. Molto spesso il
passato porta con sé la rabbia e il rancore e il futuro la preoccupazione.

## Rinuncia alla rabbia e alla preoccupazione
La rabbia nasce dalle ferite ricevute o dalla sensazione che qualcuno ci sta facendo del male. Per rinunciare alla rabbia si deve
riconoscerla ed esprimerla, portare fuori con chiarezza e decisione i propri sentimenti, imparare a proteggere il proprio spazio, la propria vita e le proprie relazioni. Rinunciare alla rabbia non vuol dire dimenticarsene o rimuoverla, perché così facendo essa prenderebbe la via del corpo per esprimersi con disagi fisici. Il senso di questo principio è eliminare le cause della rabbia, riconoscendo chi o che cosa ci ferisce e agire di conseguenza, parlando, esprimendo ciò che si pensa e si sente. I modi per rinunciare alla rabbia sono il perdono, il lasciar andare e la comprensione: queste sono le qualità che si devono sviluppare attraverso Reiki. La preoccupazione nasce dall'insicurezza, dalla paura di ciò che si è e di ciò che ci aspetta, dal pensare ad un evento e anticiparne spiacevoli conseguenze. La preoccupazione e l'ansia denotano mancanza di fiducia e di abbandono. Rinunciare alla preoccupazione vuol dire godersi la vita attimo per attimo, sapendo che tutto ciò che accade è per il nostro bene, perché cresca dentro di noi forza e consapevolezza e che tutto sta andando come deve andare e che ci si deve solo lasciar andare e gioire della vita.

## Vivi onestamente
Khalil Gibran scrive che Il lavoro è l'amore reso visibile. Questo principio ricorda l'importanza di essere a posto con la propria coscienza, di essere leali e onesti soprattutto verso se stessi in qualunque cosa si fa, il lavoro più importante è costruire giorno per giorno la propria vita. Come si può avere un corpo sano e forte se la mente è piena di inganni, menzogne e sotterfugi. Il lavoro è una meravigliosa opportunità per offrire il proprio contributo alla vita, per mostrare riconoscenza e gratitudine allo Spirito, per essere fieri e orgogliosi di se stessi quando si arriva ad un risultato.

## Onora ogni essere vivente
Per mantenere sano e forte il corpo lo si deve curare, nutrire un
profondo rispetto e una profonda comprensione per le sue esigenze.
Amore, cura, gratitudine, messi insieme formano la parola "Onorare". Onorare il padre e la madre per averci dato la vita significa onorare se stessi e la propria scelta di vivere. Onorare i maestri e gli anziani significa aprirsi con umiltà all'apprendimento e alla conoscenza e riconoscere il valore della saggezza e dell'esperienza. Onorare ogni forma di vita significa celebrare le lodi del Creatore e ringraziarlo per tanta varietà e magnificenza di forme e di colori e ringraziare se stessi di farne parte. Il mondo ci appartiene, ma si deve nutrire un profondo senso di responsabilità, non si può distruggere senza che questa azione si ritorca contro di noi. 

## Ringrazia
Chi fa Reiki scopre l'importanza di dire grazie. Ringraziare 
è un momento che ci unisce all'universo. Ogni giorno lo Spirito ci elargisce i suoi doni sotto forma di aria, acqua, amore, tramonti, cieli stellati, mari e montagne, cibo ed energia vitale. A volte ci dimentichiamo di essere vivi, ci dimentichiamo tutto l'amore che abbiamo ricevuto, ci perdiamo nei meandri della sofferenza e dimentichiamo tutta la gioia che abbiamo provato nella nostra vita. Diventiamo duri e distaccati, freddi e disillusi. Ringraziare per i doni ricevuti ci rende nuovamente umani, lascia entrare in noi il calore della vita.